# Ixodes taglei
Ixodes taglei är en fästingart som beskrevs av Glen M. Kohls 1969. Ixodes taglei ingår i släktet Ixodes och familjen hårda fästingar. Inga underarter finns listade i Catalogue of Life.